# ستيفن موشوكي
ستيفن موشوكي (بالإنجليزية: Stephen Muchoki) (مواليد 23 ديسمبر 1956) هو ملاكم كيني، مثّل بلاده في الألعاب الأولمبية الصيفية 1976.

## روابط خارجية
ستيفن موشوكي على موقع بوكس ريك (الإنجليزية) (registration required)
- ستيفن موشوكي على موقع اتحاد ألعاب الكومنولث (مؤرشف) (الإنجليزية)